# 智圆
智圆（976年～1022年），字无外，号潜夫、中庸子，又称孤山智圆，浙江钱塘（杭州）人，宋朝佛教天台宗高僧。

## 生平
其早年于钱塘龙兴寺出家，从师源清，学习天台宗教义。源清示寂后，其与庆昭、晤恩等阐述山外派学说，与山家派知礼展开论辩。后隐居西湖孤山玛瑙坡，并撰《闲居编》、《金光明经玄义表征记》等。乾兴元年圆寂。崇宁三年（1104年），宋徽宗敕谥法慧大师。